# جبريل كانو
جبريل كانو (بالإسبانية: Gabriel Cano) هو دراج مكسيكي، ولد في 23 مايو 1965.

## وصلات خارجية
- جبريل كانو على موقع أرشيف الدراجات (الإنجليزية)
- جبريل كانو على موقع إحصائيات الدراجات الإحترافية (الإنجليزية)
- جبريل كانو على موقع أوليمبيديا (الإنجليزية)